# بالک (جمجمه)
در حفره گیجگاهی جمجمه که محل پیوند استخوان‌های پیشانی، آهیانه، گیجگاهی و پروانه‌ای است ناحیه‌ای شبیه حرف H ایجاد می‌شود که بالک یا پتریون (انگلیسی: Pterion) نام دارد. از سمت داخل این ناحیه شریان مننژ میانی می‌گذرد که از نظر بالینی اهمیت دارد.